# So-yeon Schröder-Kim
So-yeon Schröder-Kim (*  3. Juni 1970 in Seoul, Südkorea) ist eine südkoreanische Dolmetscherin und Übersetzerin. Sie ist seit Mai 2018 die fünfte Ehefrau des Altbundeskanzlers Gerhard Schröder.

## Leben
So-yeon Kim zog 1995 von Seoul zum Studium nach Marburg. Gleichzeitig besuchte sie an der Universität Japanistikkurse. Anschließend wurde sie als selbständige Übersetzerin tätig und gründete in Seoul die Dolmetscherkanzlei „Mirae Translation & Communications“. Sie übersetzte eine Aufsatzsammlung über den südkoreanischen Politiker und Friedensnobelpreisträger Kim Dae-jung, die Hartmut Koschyk im Jahr 2002 unter dem Titel Begegnungen mit Kim Dae-jung im Olzog Verlag herausgab. Als Edmund Stoiber im Jahr 2003 Südkorea besuchte, übersetzte sie als Dolmetscherin eine Rede des damaligen bayerischen Ministerpräsidenten in die koreanische Sprache.
Im Juli 2011 wurde sie als Repräsentantin der Wirtschaftsförderungsgesellschaft NRW.Invest GmbH in dem Auslandsbüro in Seoul angestellt. In den Folgejahren kümmerte sie sich als Managerin für über 80 südkoreanische Unternehmer darum, dass diese in Nordrhein-Westfalen Niederlassungen gründen konnten. Kim ist ein Mitglied des Deutsch-Koreanischen Forums und setzte sich jahrelang für den Ausbau der deutsch-südkoreanischen Beziehungen ein, zuletzt 2016 im Rahmen der Projekte Industrie 4.0 und Smart Factory.
Als Dolmetscherin lernte sie 2015 bei einem Managermeeting in Südkorea Gerhard Schröder kennen und übersetzte 2016/17 dessen 540-seitige Autobiografie Entscheidungen ins Koreanische. Bei der Buchvorstellung am 12. September 2017 in Seoul war der damalige Präsident Südkoreas Moon Jae-in anwesend.
So-yeon Kim war in erster Ehe mit einem Schönheitschirurgen in Seoul verheiratet, mit dem sie eine Tochter hat. Die Scheidung erfolgte im November 2017. Die Eheschließung mit Gerhard Schröder fand am 2. Mai 2018 in Seoul statt. Die amtliche Nachbeurkundung der Ehe wurde am 22. August im hannoverschen Standesamt im Alten Rathaus vorgenommen. Die Eheleute führen den Familiennamen „Schröder“ und wohnen abwechselnd in Hannover und Seoul. Die Hochzeitsfeier mit rund 150 Gästen und Familienangehörigen fand am 5. Oktober 2018 im Berliner Hotel Adlon-Kempinski statt.
Sie selbst bezeichnet sich als gläubige Christin, aus einer christlichen Familie stammend.
Im Mai 2023 wurde Kim von ihrem Arbeitgeber NRW.Global Business., bei dem sie als Südkorea-Repräsentantin tätig war, fristlos entlassen, nachdem sie zum Tag des Sieges am 9. Mai gemeinsam mit Gerhard Schröder sowie Egon Krenz, Tino Chrupalla und Alexander Gauland an einer Gedenkfeier der Russischen Botschaft in Berlin teilgenommen hatte.

## Publikationen
Übersetzung ins Koreanische
- Hartmut Koschyk (Hrsg.): Begegnungen mit Kim Dae-jung. Korea auf dem Weg zu Frieden, Versöhnung und Einheit. Aufsatzsammlung. Olzog, München 2002, ISBN 978-3-7892-8094-8.
- Gerhard Schröder: Entscheidungen. Mein Leben in der Politik. Hoffmann und Campe, Hamburg 2006, ISBN 978-3-455-50014-1.